# Gasztewci
Gasztewci (bułg. Гащевци) – wieś w Bułgarii, w obwodzie Wielkie Tyrnowo, w gminie Wielkie Tyrnowo. W 2024 roku liczyła 8 mieszkańców.